# Saint-Victor-en-Marche
Saint-Victor-en-Marche är en kommun i departementet Creuse i regionen Nouvelle-Aquitaine i de centrala delarna av Frankrike. Kommunen ligger i kantonen Guéret-Sud-Ouest som tillhör arrondissementet Guéret. År 2022 hade Saint-Victor-en-Marche 348 invånare.

## Befolkningsutveckling
Antalet invånare i kommunen Saint-Victor-en-Marche
Referens:INSEE